# Courtois-sur-Yonne
Courtois-sur-Yonne település Franciaországban, Yonne megyében. Lakosainak száma 783 fő (2022. január 1.). Courtois-sur-Yonne Villenavotte, Nailly, Saint-Denis-lès-Sens és Saint-Martin-du-Tertre községekkel határos.

## Népesség
A település népességének változása:
| Lakosok száma | 747  | 740  | 778  | 769  | 784  | 784  | 782  | 782  | 783  |
|               | 2013 | 2015 | 2016 | 2017 | 2018 | 2019 | 2020 | 2021 | 2022 |